# Haßbergetrauf von Zeil am Main bis Königsberg
Haßbergetrauf von Zeil am Main bis Königsberg este o arie protejată (arie specială de conservare — SAC, sit de importanță comunitară — SCI) din Germania întinsă pe o suprafață de 2.535,29 ha, integral pe uscat.

## Localizare
Centrul sitului Haßbergetrauf von Zeil am Main bis Königsberg este situat la coordonatele 50°01′46″N 10°37′11″E / 50.0294°N 10.6197°E.

## Înființare
Situl Haßbergetrauf von Zeil am Main bis Königsberg a fost declarat sit de importanță comunitară în noiembrie 2004 pentru a proteja 8 specii de animale. Situl a fost protejat și ca arie specială de conservare în aprilie 2016.

## Biodiversitate
Situată în ecoregiunea continentală, aria protejată conține 8 habitate naturale: Cursuri de apă de la nivel de câmpie la nivel montan, cu vegetație Ranunculion fluitantis și Callitricho-Batrachion, Pajiști uscate seminaturale și facies de acoperire cu tufișuri pe substraturi calcaroase (Festuco-Brometalia) (* situri importante pentru orhidee), Pajiști uscate seminaturale și facies de acoperire cu tufișuri pe substraturi calcaroase (Festuco-Brometalia) (* situri importante pentru orhidee), Fânețe de joasă altitudine (Alopecurus pratensis, Sanguisorba officinalis), Păduri de fag Luzulo-Fagetum, Păduri de fag Asperulo-Fagetum, Păduri de stejar și carpen Galio-Carpinetum, Păduri aluvionare cu Alnus glutinosa și Fraxinus excelsior (Alno-Padion, Alnion incanae, Salicion albae).
La baza desemnării sitului se află mai multe specii protejate:
- amfibieni (2): izvoraș-cu-burta-galbenă (Bombina variegata), triton cu creastă (Triturus cristatus)
- mamifere (2): liliac cu urechi mari (Myotis bechsteinii), liliac comun (Myotis myotis)
- nevertebrate (4): Austropotamobius torrentium, Euplagia quadripunctaria, phengaris nausithous (Maculinea nausithous), Maculinea teleius